# Sopot (wieś w Bułgarii)
Sopot (bułg. Сопот) – wieś w Bułgarii, w obwodzie Łowecz, w gminie Ugyrczin. Według danych szacunkowych Ujednoliconego Systemu Ewidencji Ludności oraz Usług Administracyjnych dla Ludności, 15 czerwca 2020 roku miejscowość liczyła 203 mieszkańców.

## Przyroda
Na terenie wsi znajduje się wodospad Skoka oraz jaskinia Tymnata dupka położona w środku grzbietu Gagajka, w Predbałkanie. A także zbiornik retencyjny Sopot na rzece Kałnik.

## Osoby związane z miejscowością

### Urodzeni
- Dimityr Pyszkow (1840–1926) – bułgarski rewolucjonista